# Борна кислота
Бо́рна кислота́ (лат. acidum boricum, о́ртобо́рна, о́ртобора́тна, бора́тна кислота́) Н3ВО3, B(OH)3 — це слабка неорганічна кислота. Виглядає як лускаті, безбарвні, жирні на дотик кристали малорозчинні у воді при кімнатній температурі і значно більше розчинні у гарячій воді.
Термін «борна кислота» також використовується для будь-якої оксокислоти бору, такий як метаборна кислота HBO2 і тетраборна кислота H2B4O7.

## Поширення у природі
На незв'язану кислоту можна натрапити в деяких вулканічних місцевостях таких, як Тоскана, Ліпарські острови і Невада. Її також можна виявити в складі багатьох мінералів (бура, борацит і колеманіт). Наявність борної кислоти та її солей знайдено в морській воді. Вона також є в рослинах і майже у всіх овочах (яблука, сливи, груші і т. д.).

## Фізичні властивості
Кристали білого кольору або безбарвні, блискучі, жирні на дотик пластинки. Розчинна у воді та 96 % спирті, 
легкорозчинна у киплячій воді і гліцерині — 85 %. Водні розчини борної кислоти є сумішшю поліборних кислот загальної формули Н3m-2nВmО3m-n. У природі зустрічається у вигляді мінералу сасоліну.
Відстань між сусідніми шарами — 318 пм.

## Хімічні властивості
Борна кислота виявляє дуже слабкі кислотні властивості. Вона порівняно мало розчинна у воді. Її кислотні властивості обумовлені не відщепленням катіона Н+, а приєднанням гідроксильного аніона (поведінка характерна кислотам Льюїса):
Н3ВО3 + Н2О ⇄ Н[B(OH)4]: Н[B(OH)4] ⇄ [B(OH)4]- + H+
Ka = 5,8⋅10−10 моль/л; pKa = 9,24.
Також особливістю борної кислоти є те, що при збільшенні її концентрації вище 0,1 моль/л зростає її сила у зв'язку з утворенням поліборних кислот:
3B(OH)3 = B3O3(OH)4- + H+ + 2H2O
5B(OH)3 = B5O6(OH)4- + H+ + 5H2O
Вона легко витісняється із розчинів своїх солей більшістю інших кислот. Її солі, борати, отримуються зазвичай від різних поліборних кислот, найчастіше тетраборної H2B4O7, яка є значно сильнішою кислотою, ніж ортоборна.
Дуже слабкі ознаки амфотерності B(OH)3 проявлює, утворюючи малостійкий гідросульфат бору В(HSO4)3.
При нейтралізації ортоборної кислоти лугами, у водних розчинах, не утворюються сполуки, що містять іон (ВО3)3−, оскільки ортоборати гідролізуються практично повністю, внаслідок занадто малої константи утворення [В(ОН)4]− — утворюються тетраборати, метаборати або солі інших поліборних кислот:
4H3BO3 + 2NaOH → Na2B4O7 + 7H2O
Надлишком лугу тетраборати можуть бути переведені в метаборати:
H3BO3 + NaOH → NaBO2 + 2H2O

### Піроліз
При нагріванні ортоборної кислоти вище 140 °С втрачає воду і переходить у метаборну кислоту.
B(OH)3 → HBO2 + H2O
Потім, при нагріванні вище 180 °С у тетраборну.
4HBO2 → H2B4O7 + H2O
При подальшому нагріванні до 530 °C зневоднюється до борного ангідриду (B2O3). Однак повної дегідратації досягти дуже важко, навіть при температурі 500 °С у розплаві міститься 5 % води.
H2B4O7 → 2B2O3 + H2O

### Естерифікація
Борна кислота естерифікується, в присутності концентрованої сульфатної кислоти, зі спиртами утворюючи естери борної кислоти B(OR)3, де R це алкільна або арильна група.
B(OH)3 + 3ROH → B(OR)3 + 3H2O
Утворення брометилового естеру В(ОСН3)3 являє собою якісну реакцію на Н3ВО3 та солі борних кислот. При підпалюванні борний естер горить яскраво-зеленим полум'ям.

### Взаємодія з металами та їх оксидами
При нагріванні борна кислота розчиняє оксиди металів, утворюючи солі: При надлишку оксиду утворюється метаборат кальцію:
2H3BO3 + CaO → Ca(BO2)2 + 3H2O
При нестачі оксиду утворюється тетраборат кальцію:
4H3BO3 + CaO → CaB4O7 + 6H2O
Взаємодіє з металами при нагріванні:
2Na + 2H3BO3 → NaBO2 + 2H2O + H2

## Отримання
Борна кислота була вперше виготовлена Вільгельмом Гомбергом (1652–1715) з бури, під дією неорганічних кислот, і він назвав її sal sedativum Hombergi («заспокійлива сіль Хомберга»).
Na2B4O7·10H2O + 2 HCl → 4 B(OH)3 (або H3BO3) + 2 NaCl + 5 H2O

## Застосування
Борну кислоту широко використовують в медицині як слабкий антисептичний засіб: у вигляді 1–2 %-вого водного розчину — для промивання ран та слизових оболонок статевих органів; у порошку — для лікування носа й вуха; у спиртових розчинах і мазях — для лікування шкіри. Крім того, борну кислоту застосовують для дублення шкіри, у виробництві скла, виготовленні деяких фарб та емалей. 

### Використання в ядерних реакторах
Борну кислоту у вигляді водного розчину використовують у ядерних реакторах з водою під тиском (водно-водяні реактори). У цьому типі реакторів водний розчин борної кислоти використовують, як поглинач нейтронів внаслідок вмісту у кислоті елементу бору. У природі елемент бор має два ізотопи — 10В (20 % вмісту) та 11В (80 % вмісту). Для поглинання нейтронів потрібен високий абсорбційний коефіцієнт і тому, як поглинач нейтронів краще використовувати ізотоп 10В для управління ядерною реакцією та її потужністю у реакторі. При цьому проходять наступні ядерні перетворення (реакції):
{\displaystyle \mathrm {_{5}^{10}B+_{0}^{1}n\rightarrow _{5}^{11}B\rightarrow _{3}^{7}Li+_{2}^{4}He} }